# Jonas Andersson i Harby
Jonas Andersson (i riksdagen kallad Andersson i Harby), född 11 juli 1763 i Ljungby socken, död där 22 maj 1824, var en svensk riksdagsman i bondeståndet.
Andersson företrädde Södra Möre härad av Kalmar län vid riksdagen 1815. Han var då suppleant i bevillningsutskottet och ledamot i förstärkta statsutskottet.